# Балта (река)
Балта — река в Новосибирской области России. Устье реки находится в 52 км от устья по левому берегу реки Ояш. Длина реки — 35 км.

## Бассейн
- 7 км: Анюшка (лв)
- 9 км: Горбуниха (лв)
  - Малая Горбуниха (лв)
- 20 км: Круть-Балта (лв)
- Каменушка (лв)

## Данные водного реестра
По данным государственного водного реестра России относится к Верхнеобскому бассейновому округу, водохозяйственный участок реки — Обь от Новосибирского гидроузла до впадения реки Чулым, без рек Иня и Томь, речной подбассейн реки — бассейны притоков (Верхней) Оби до впадения Томи. Речной бассейн реки — (Верхняя) Обь до впадения Иртыша.